# Joe Dempsie
Joseph Maxwell Dempsie, meglio noto come Joe Dempsie (Liverpool, 22 giugno 1987), è un attore britannico, conosciuto soprattutto per aver interpretato nel 2007 il ruolo di Chris Miles nella serie televisiva britannica Skins e dal 2011 al 2019 il ruolo di Gendry Waters nella serie statunitense Il Trono di Spade.

## Biografia e carriera
Dempsie è stato educato nella West Bridgford School a Nottingham e ha studiato recitazione alla Central Junior Television Workshop.
Prima di raggiungere popolarità televisiva grazie al ruolo di Chris Miles in Skins, Dempsie appare in altre serie televisive come Doctors, Peak Practice, Born and Bred, e ottiene piccoli ruoli nei film britannici Heartlands e One for the Road. Dopo la svolta del 2007, Dempsie ha fatto brevi apparizioni nelle serie Doctor Who e Merlin per poi entrare nel cast principale delle miniserie britanniche di successo This Is England '86 e This Is England '90. Nel 2011 Dempsie recita nella serie The Fades creata da Jack Thorne (già scrittore di Skins e This Is England). Nello stesso anno è nel cast della serie statunitense Il Trono di Spade. Il suo personaggio, Gendry Waters, lascia la serie dopo la terza stagione e fa ritorno nella settima.

## Filmografia

### Cinema
- Heartlands, regia di Damien O'Donnell (2002)
- One for the Road, regia di Chris Cooke (2003)
- Spirited, regia di Lewis Arnold (2009) – cortometraggio
- Il maledetto United, regia di Tom Hooper (2009)
- Happy Clapper, regia di Tom Marshall (2010) - cortometraggio
- Edge, regia di Carol Morley (2010)
- Blitz, regia di Elliott Lester (2011)
- Monsters: Dark Continent, regia di Tom Green (2014)
- Madly, regia di Natasha Khan (segmento I do) (2016)

### Televisione
- Peak Practice – serie TV, 1 episodio (2000)
- Sweet Medicine – serie TV, 1 episodio (2003)
- Doctors – serial TV, 2 puntate (2001-2004)
- Born and Bred – serie TV, 1 episodio (2005)
- Skins – serie TV, 18 episodi (2007-2008)
- Doctor Who – serie TV, 1 episodio (2008)
- Merlin – serie TV, 1 episodio (2008)
- This Is England '86 – serie TV, 2 episodi (2010)
- Il Trono di Spade (Game of Thrones) – serie TV, 24 episodi (2011-2013, 2017-2019)
- The Fades – serie TV, 4 episodi (2011)
- Southcliffe – miniserie TV (2013)
- New Worlds – serie TV, 4 episodi (2014)
- This Is England '90 – miniserie TV (2015)
- Retribution – miniserie TV, 4 puntate (2016)
- Deep State – serie TV, 16 episodi (2018-2019)
- Frammenti di lei (Pieces of Her), regia di Minkie Spiro – miniserie TV (2022)
- Showtrial – serie TV, 5 episodi (2024)
- Get Millie Black, regia di Tanya Hamilton, Annetta Laufer e Jean Luc Herbulot – miniserie TV (2024)

## Doppiatori italiani
Nelle versioni in italiano dei suoi film, Joe Dempsie è stato doppiato da:
- Flavio Aquilone in Skins
- Sacha De Toni ne Il Trono di Spade
- Luca Mannocci in Deep State
- Daniele Raffaeli in Frammenti di lei